# Tarkio
Tarkio és una població dels Estats Units a l'estat de Missouri. Segons el cens del 2000 tenia 1.935 habitants.

## Demografia
Segons el cens del 2000, Tarkio tenia 1.935 habitants, 749 habitatges, i 468 famílies. La densitat de població era de 541,4 habitants per km².
Dels 749 habitatges en un 27% hi vivien nens de menys de 18 anys, en un 48,1% hi vivien parelles casades, en un 10% dones solteres, i en un 37,4% no eren unitats familiars. En el 33,6% dels habitatges hi vivien persones soles el 17,9% de les quals corresponia a persones de 65 anys o més que vivien soles. El nombre mitjà de persones vivint en cada habitatge era de 2,26 i el nombre mitjà de persones que vivien en cada família era de 2,87.
Per edats la població es repartia de la següent manera: un 29,1% tenia menys de 18 anys, un 7,5% entre 18 i 24, un 22,9% entre 25 i 44, un 20,8% de 45 a 60 i un 19,6% 65 anys o més.
L'edat mediana era de 38 anys. Per cada 100 dones de 18 o més anys hi havia 86,4 homes.
La renda mediana per habitatge era de 28.144 $ i la renda mediana per família de 34.625 $. Els homes tenien una renda mediana de 26.900 $ mentre que les dones 18.681 $. La renda per capita de la població era de 14.160 $. Entorn del 12,4% de les famílies i el 16,3% de la població estaven per davall del llindar de pobresa.

## Poblacions més properes
El següent diagrama mostra les poblacions més properes.